# Robiac-Rochessadoule
Robiac-Rochessadoule ist eine französische Gemeinde mit 840 Einwohnern (Stand 1. Januar 2022), welche im Département Gard (Region Okzitanien) liegt.

## Geographie
Die Gemeinde besteht im Wesentlichen aus drei Dörfern, nämlich den im Tal des Flusses Cèze auf ca. 150 m gelegenen Orte Robiac und Le Buis, sowie aus dem in der Höhe gelegenen Rochessadoule (240 m). Geographisch liegt Robiac-Rochessadoule am Fuße der Cevennen.

## Geschichte
Robiac war bis Mitte des 19. Jahrhunderts ein wichtiger Eisenbahnknotenpunkt, der die Linie nach Le Teil (via Vogüé) im Département Ardèche mit der Linie Alès – Bessèges der SNCF (heute noch in Betrieb) und der Linie zu den Kohlenminen von La Valette verband.
Bessèges, welches ein Weiler von Robiac war, wurde in der Mitte des 19. Jahrhunderts infolge der wirtschaftlichen Bedeutung von Robiac abgespalten und zum Hauptort des Kantons erhoben.
Nachdem im 19. und 20. Jahrhundert auf dem Gemeindegebiet im Untertagebergbau industriell Steinkohle abgebaut wurde, nahm die Einwohnerzahl stark zu.

## Bevölkerungsentwicklung
| Jahr      | 1962 | 1968 | 1975 | 1982 | 1990 | 1999 | 2008 | 2017 |
| Einwohner | 1897 | 1456 | 1045 | 981  | 808  | 793  | 830  | 840  |

## Sehenswürdigkeiten
- Kirche als Rest der ehemaligen Abtei Saint Andéol mit Gemälde von Xavier Sigalon
- Château de Montalet
- Château de Portes